# Meister des Heilsbronner Hochaltars
Als Meister des Heilsbronner Hochaltars wird ein  mittelalterlicher Maler bezeichnet, der um 1500 in Nürnberg tätig war. Der namentlich nicht bekannte Künstler erhielt seinen Notnamen nach den Bildern, die er für die Flügel eines Altars in der Kirche des  Klosters Heilsbronn in Franken gemalt hat. Der spätgotische Meister ist ein typischer Vertreter des hohen Standes an handwerklicher Kunstfertigkeit, den viele der Nürnberger Maler bis zum späten 15. Jahrhundert erreicht hatten, bevor der Stil des Spätmittelalters in den der Neuzeit übergeht.
Der Flügelaltar für Heilsbronn war eine Stiftung  von Friedrich, Markgraf von Brandenburg-Ansbach und seiner Ehefrau Sophia. Seine Bilder wurden um 1502 oder 1503 gemalt und stellen auch die Stifter dar. Der Altar stand ursprünglich in der Kirche an der Grablege des 1536 gestorbenen Markgrafen und seiner bereits 1512 verstorbenen Frau, einer Prinzessin von Polen. Der Altar war eine der zahlreichen Stiftungen des Paares. Seit 1865 ist der Altar der ehemaligen Abtei der Zisterzienser der Altaraufsatz des Hauptaltars im Zentrum der nun evangelischen Kirche.
Eventuell hatte der Meister des Heilsbronner Hochaltars vor  1500 noch andere Werke für das Kloster gemalt und ist vielleicht identisch mit einem um 1490 in den Wirtschaftsbüchern des Klosterarchivs zu findenden Hanns Speyer von Nürnberg; dieser hat den Altar vielleicht auch zusammen mit seinem Sohn Wolf bemalt.
Der Heilsbronner Altar ist ein Schreinaltar, ein Kasten, in dessen Mitte geschnitzte Figuren einer Anbetung der Könige stehen. In den Innenflügeln werden ebenfalls geschnitzte Heilige gezeigt. Die vom Meister dazu bemalten doppelten Flügelpaare der Außenseite zeigen gemalte Szenen aus dem Leben Mariens, darunter Himmelfahrt und Krönung Mariens und in voll geschlossenem Zustand Kreuzigung Christi und die Gregorsmesse in dem oberen Teil, im unteren das Stifterehepaar mit seinen Nachkommen. Der Meister malte die Gregorsmesse in der üblichen formelhaften Bildsprache seiner Zeit, womit dieses typische Thema des Mittelalters auch hier auf die Nutzung des Altars als Platz für Seelenmessen hinweist. Auch die Verkündigung stellt der Meister kunstfertig und angepasst an die traditionelle Nürnberger Malerei seiner Zeit dar, wobei er sich in der Darstellung des Raumes und seines Inhalts, wie des Mobiliars, um eine genauer betrachtete Definition des Ortes und weniger formelhafte Sprache bemüht. Im ganzen erinnert der Stil des Meisters an den von Michael Wolgemut, den Nürnberger Zeitgenossen des Meisters und wichtigsten Vertreter eines in der Kunsthistorik als ältere fränkische Schule bezeichneten Stils.
Dem Meister des Heilsbronner Hochaltars werden oder wurden unter diesem Notnamen noch einige weitere Altarbilder zugeordnet. Davon werden in neuerer Zeit einige Bilder wie das Gemälde der hl. Brigitta, ihre Revelationes niederschreibend, nun unter der Zuordnung zu Hans Traut geführt, ein Maler, der identisch mit Hanns Speyer von Nürnberg ist. Jedoch ist der Werkskatalog von Hans Traut nicht sicher und somit auch die genaue Identität des Meisters des Heilsbronner Hochaltars. Daher wird er auch weiterhin als eigenständige Künstlerpersönlichkeit in der Kunstgeschichte geführt.